# Assedio di Filadelfia
L'assedio di Filadelfia fu combattuto fra bizantini e ottomani, tra il 1378 e il 1390 in Asia minore. 

## L'assedio
Filadelfia fu l'unica città bizantina che riuscì a resistere per molti anni agli attacchi degli ottomani, grazie alla sua astuzia, infatti essa aveva pagato delle bande turche, per essere protetta dagli ottomani. In teoria la città di Filadelfia era parte dell'Impero bizantino, ma di fatto era indipendente, visto che si trovava nell'entro terra dell'Asia minore, ed era circondata dall'Impero ottomano.
Nel 1378 Giovanni V Paleologo, e il figlio secondogenito Manuele II Paleologo, promisero al sultano ottomano, di consegnargli la città di Filadelfia, in cambio di un aiuto militare da parte del sultano, per far vincere loro la guerra civile contro Andronico IV Paleologo, rispettivamente figlio primogenito del primo e fratello del secondo, che aveva usurpato il trono di Bisanzio nel 1376. Giovanni V riconquistò il potere, ma sembrerebbe che la città di Filadelfia si rifiutò di consegnarsi al sultano (o si dice che Giovanni V si rimangiò la parola, sebbene gli storici non siano concordi al riguardo). Per questo motivo il sultano iniziò ad assediare la città di Filadelfia, che resisteva senza problemi. Gli anni passarono, e mentre Filadelfia era assediata, a Costantinopoli scoppiò una nuova guerra civile, che vedeva impegnato il vecchio imperatore Giovanni V affiancato dal figlio Manuele II, contro l'usurpatore, Giovanni VII Paleologo, nipote dei due alleati e figlio di Andronico IV. Il sultano Bayezid I appoggiò le pretese di Giovanni VII, ma quest'ultimo venne sconfitto dal vecchio imperatore, aiutato dai Veneziani chiamati dal fedele figlio, Manuele II. Quando Bayezid venne a sapere della sconfitta, si adirò e ordinò a Giovanni V, che era suo tributario, di mandargli Giovanni VII e Manuele II perché lo accompagnassero nell'assedio di Filadelfia.
Ciò rivelò l'ormai assoluta sottomissione di Bisanzio al potere del sultano. Sebbene già nel 1373 Giovanni V avesse combattuto a fianco del sultano Murad I contro i Selgiuchidi, nell'assedio di Filadelfia i due principi furono chiamati a combattere con Bayezid I per espugnare una città bizantina, ultimo baluardo dell'Impero in Asia Minore.